# Ron Vlaar
Ron Peter Vlaar (født 16. februar 1985 i Hensbroek) er en professionel fodboldspiller fra Holland der spiller som forsvarsspiller hos AZ. Han har også repræsenteret Feyenoord og Aston Villa.
Han fik debut for Hollands fodboldlandshold i oktober 2005.

## Karriere
Vlaa blev født i Hensbroek i Noord-Holland. Han begyndte at spille fodbold som 6-årig i den lokale klub Apollo '68. Efter at Vlaa havde færdiggjort grundskolen i 1995, skiftede han til den højere rangerende klub SVW '27 fra byen Heerhugowaard. Efter én sæson i SVW, blev han som 11-årig inviteret til at spille for den professionelle klub AZ Alkmaars ungdomsakademi. I 2002 underskrev han sin første ungdomskontrakt med klubben, der var gældende indtil sommeren 2007.
Ron Vlaar fik sin debut for AZ Alkmaars førstehold i Æresdivisionen i en kamp mod RKC Waalwijk den 23. april 2005, i en alder af 20 år. Fire dag senere spillede han sin første europæiske kamp, da han var i startopstillingen i UEFA Cup-semifinalen ude mod Sporting Clube de Portugal.
28. december 2005 underskrev Vlaar en 3½-årig kontrakt med klubben Feyenoord fra Rotterdam. Her fik han debut den 15. januar 2006 i en udekamp mod Vitesse Arnhem. Fra debuten i 2006 til maj 2012 blev han i alt registreret for 132 ligakampe og otte mål for Feyennoord.
I sommeren 2012 gik der vedholdnede rygter om at den engelske klub Aston Villa var interesseret i at købe Ron Vlaar. I slutningen af juli blev det offentliggjort at klubberne var blevet enige om en transfer, og Vlaar skiftede til England på en 3-årig kontrakt.

### Landshold
Ron Vlaa debuterede 8. oktober 2005 for Hollands fodboldlandshold i en kamp mod Tjekkiet. I midten af maj 2012 blev han af landstræner Bert van Marwijk udtaget til Europamesterskabet i fodbold, der skulle spilles i Ukraine og Polen. Her spillede han fuldtid i åbningskampen mod Danmark, og Hollands kamp mod Portugal.
Han var 11. november 2012 registreret for 12 landskampe og ét mål for nationalmandskabet.